# Huaxia
Huaxia (chinois simplifié : 华夏 ; chinois traditionnel : 華夏 ; pinyin : Huáxià) désigne les populations de la Chine antique constituant le noyau des futurs Han. La tradition leur donne comme chef Huangdi, parfois en association avec son ancien adversaire Yandi. Xia est aussi le nom donné dans l’historiographie chinoise à la première dynastie（夏朝 Xiàcháo, « Dynastie Xia »).
L’origine exacte du terme reste inconnue. Le Commentaire du Zuozhuan (春秋左传正义 / 春秋左传正義, chūnqiū zuǒzhuàn zhèngyì) de Kong Yingda (zh) (孔颖达 / 孔穎達 574 — 648) propose que xia 夏 désigne les rites, l’élégance et la noblesse, hua 華 les habits et ornements portés par les anciens Chinois. Des historiens modernes ont proposé que les Xia, habitants du premier royaume, étaient qualifiés de hua, « peints » (tatoués) ou « civilisés ». L’érudit Qian Mu (钱穆 / 錢穆) pensait pour sa part que les deux caractères représentaient respectivement le mont Hua et la rivière Xia (actuelle Han), limites de leur territoire. Le terme pourrait aussi être en rapport avec le pays utopique de Huaxu (华胥国 / 華胥國, huáxū guó) où l’ordre règne de lui-même, mentionné dans le passage Huangdi du Liezi.
Le caractère hua reste utilisé pour désigner les Chinois ethniques d’Outre-mer : (华侨 / 華僑, huáqiáo), les chinois (华人 / 華人, huárén), ainsi que la République de Chine (中华民国 / 中華民國, zhōnghuá mínguó) (aujourd'hui, chine insulaire (Taïwan) , et la Chine continentale, République populaire de Chine (中华人民共和国 / 中華人民共和國, zhōnghuá rénmín gònghéguó).